# I Love Melvin
I Love Melvin – amerykański musical z 1953 roku.

## Obsada
- Donald O’Connor – Melvin Hoover
- Debbie Reynolds – Judy Schneider / Judy LeRoy
- Una Merkel – mama Schneider
- Richard Anderson – Harry Flack
- Allyn Joslyn – Frank Schneider
- Les Tremayne – pan Henneman
- Noreen Corcoran – Clarabelle Schneider
- Jim Backus – Mergo
- Barbara Ruick – przewodnik
- Robert Taylor – on sam